# Blues Everywhere I Go
Blues Everywhere I Go – album Odetty wydany w roku 1999.

## Utwory
1. Blues Everywhere I Go – 4:53
2. Please Send Me Someone to Love – 2:33
3. Dink's Blues – 4:48
4. Unemployment Blues – 4:05
5. TB Blues – 4:06
6. Trouble Everywhere (I've Been Living With the Blues) – 4:01
7. Can't Afford to Lose My Man – 2:56
8. Homeless Blues – 5:58
9. Oh, Papa – 3:01
10. Look the World Over – 3:37
11. Careless Love/St. Louis Blues – 7:50
12. Hear Me Talking to You – 3:15
13. Rich Man Blues – 4:41
14. W.P.A. Blues – 4:12
15. You Gotta Know How – 3:38